# Jaderný pohon v kosmu

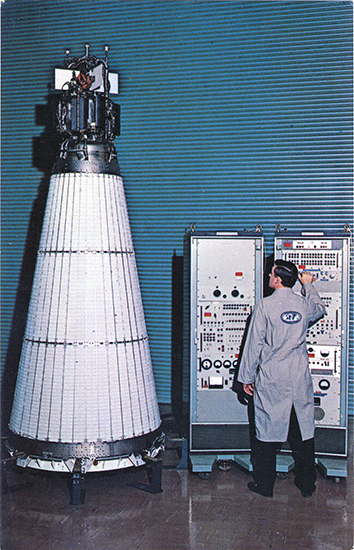
SNAP 10A - První jaderný pohon provozovaný ve vesmíru

Jaderný pohon zahrnuje širokou škálu metod pohonu, které jako primární zdroj energie používají různé druhy jaderné reakce. Využití jaderných pohonů v kosmu je přitom oproti užití na Zemi poněkud specifické (způsob užití, váhové limity, teplota prostředí, kosmické záření apod.). Pohony pro kosmos lze rozdělit podle určení na ty, které slouží k výrobě elektrické energie a na pohony využívané k vlastnímu pohybu v kosmu. Myšlenka použití jaderného materiálu pro pohon v kosmu se datuje již do počátku 20. století.

## Principiální rozdělení
- Tepelné pohony – ohřáté médium prochází přes expanzní trysky a vyvíjí tah
- Pulzní pohony – motor vytváří impuls, který vyvíjí tah

## Historie
I když myšlenka použití jaderné energie se datuje do počátků 20. století, první projekty se začaly objevovat až po ukončení 2. světové války. Světové velmoci viděly v energii získané ze štěpení velký potenciál a začaly přesouvat prostředky dříve použité na válku na vesmírné programy. Nejvíce se ve výzkumu nových druhů pohonů angažovalo USA. Z časové osy je patrné, kdy jednotlivé projekty vznikaly. Od 80. let 20. století byl ale tento výzkum značně utlumen, protože se významně omezily finanční zdroje, které americká vláda NASA poskytovala.
Společnost Ad Astra a NASA se v roce 2008 dohodly, že proběhne test pohonu VASIMR na mezinárodní vesmírné stanici (ISS) v roce 2015. (20. 11. 2014)

## Tepelné pohony

### Rover/NERVA
Tyto dva projekty jsou si v principu velmi podobné, liší se pouze v hodnotách, které byly motoru naměřeny. Projekty byly založeny po skončení druhé světové války a byly vyvíjeny pro zkoumání sluneční soustavy. Označení Rover patřilo modelovým řadám KIWI, Phoebus a PEWEE, které vyráběla společnost Aerojet. NERVA (Nuclear Engine for Rocket Vehicle Application) pohony vyráběla společnost Westinghouse.  
Principem tohoto pohonu bylo ohřátí plynu (vodík) na velmi vysoké teploty (2700 °C) pomocí štěpné reakce jaderného paliva (uran). Po ohřátí plynu tento odchází z prostoru motoru, přes expanzní trysky. Tato expanze způsobuje tah a pohyb lodi.
První testovací motor KIWI A1 dovedl po prvotních nezdarech vytvořit tepelný výkon 100 MW a výstupní teplotou okolo 2500 °C. Poslední testovaný model Phoebus 2A dosahoval tepelného výkonu 4100 MW a výstupní teplotou 2500 °C. Tento motor vydržel v ustáleném stavu po dobu 744 sekund a vytvořil tah 91 tun.
V roce 1972 byly oba tyto projekty zastaveny, neboť mise na Mars a lunární mise se odložily na neurčito. Tyto motory byly v poslední fázi testování a splňovaly podmínky pro obě uvedené mise.

### Jaderná žárovka
Pohon tzv. jaderné žárovky (Nuclear Lightbulb) je pouze teoretický a nikdy nebyl testován. V návrhu tohoto motoru se předpokládají tak vysoké teploty, při kterých by se všechny v současnosti známé materiály vypařily.
Tento pohon funguje na podobném principu jako výše zmíněné pohony Rover/NERVA, ale na rozdíl od nich se zde neuvažuje o palivu v pevném skupenství, ale o palivu kapalném nebo plynném. To jim umožňuje dosahovat vyšších výkonů a také vyšší výstupní teploty pohybující se okolo 23000 °C. Tento motor dosahuje takto vysokých teplot díky uranovému plazmatu, který je umístěn v průhledné nádobě, podobně jako je tomu u klasické žárovky. Toto uranové plazma předává svou tepelnou energii plynu (vodík) skrze průhlednou nádobu pomocí záření. Ohřátý plyn expanduje za expanzními tryskami a způsobuje tah.   

### RTG
RTG (Radioisotope Thermoelectric Generator) je takzvaný radioisotopový termoelektrický generátor, který je jediným zástupcem jaderných pohonů sloužících k výrobě elektrické energie. Tyto pohony mají za úkol zásobovat elektrickou energií primární systémy jako je komunikace, odesílání dat a obrázků atd. Další funkcí je zahřívání důležitých elektronických komponentů, které by mohly za velmi nízkých teplot ztrácet svou funkčnost. RTG pohon je úspěšně používán v kosmu již od roku 1961. Byl použit například u Apolla 11, Pioneer 10, obou sond Voyager (1 a 2) nebo vozítka Curiosity.
 
Pohon používá kapsle z oxidu plutoničitého (PuO2 s Pu238) jako palivo. Teplo získané ze štěpení se převádí na elektrickou energii stirlingovým motorem (existují i jiné způsoby).

Důvod proč bylo v tomto pohonu použito plutonium, je, že jeho záření se dá velice snadno odstínit (alfa rozpad). Dalším důvodem byla jeho neschopnost použití v jaderných zbraních, tudíž nemůže dojít k jeho zneužití.
 

## Pulzní pohony

### VASIMR
S pohonem zkráceně VASIMR (Variable Specific Impulse Magnetoplasma Rocket) se začalo experimentovat v roce 1983 na MIT (Massachusetts Institute of Technology), který na tento pohon v roce 2002 dostal patent. Jedná se pouze o projekt, který nebyl nikdy testován. Tento pohon má oproti klasickým chemickým raketám vysokou účinnost a vyšší rychlost. Další výhodou je minimální použití pohyblivých součástí motoru, což zvyšuje jeho životnost.

### Jaderný pulzní pohon
S tímto nekonvenčním pohonem přišli vědci ve 40. letech 20. století, prakticky se jím pak začali zabývat v 50. letech. I když byl navržen zadní štít pohonu, jde pouze o teoretickou práci a pohon nebyl nikdy testován. Připravovaným projektem byla loď pojmenovaná Orion.
Principem tohoto pohonu je vypouštění malých jaderných náloží za kosmickou loď. Při explozi by se vytvořená tlaková vlna opřela do lodi a tím by byl vytvořen impuls k pohybu. Toto kosmické plavidlo by mělo ve své zadní části upevněn velký tlumič, který by zabránil zničení lodi i poškození zdraví případné posádky vlivem velkého zrychlení. V úvahu přicházely dva typy náloží. Při použití štěpných jaderných náloží by měla loď dosáhnout 3–5 % rychlosti světla (299 792 458 m/s). Při použití termojaderných hlavic by teoreticky mohla rychlost stoupnout až k 10 % rychlosti světla.